# Jamal Harkass
Jamal Harkass (en arabe : جمال حركاس), né le 24 novembre 1995 à Figuig (Maroc) est un footballeur international marocain évoluant au Damac FC. Il joue au poste de défenseur central.

## Biographie

### En club

#### Jeunesse
Jamal Harkass voit le jour le 24 novembre 1995 à Figuig, la ville-palmeraies nichée au cœur des montagnes et située à 368 km au sud de Oujda. Sa mère décède lorsqu'il est encore jeune. 
Il commence le football dans l'AS Douane Figuig et expose son talent lors des tournois joués entre les équipes amateurs de la région. 

#### Formation et débuts (2006-2016)
En 2006, il rejoint les minimes l'Étoile Sportive d'Oujda et commence à faire le trajet jusqu'à Oujda pour s'entraîner alors qu'il n'a que onze ans. Ses parents ne le laissent pas quitter Figuig par peur qu'il ne termine ses études. 
Quelque temps après, il va s'installer avec ses parents à Oujda pour allier école et football. 
Jamal Harkass commence sa formation en tant qu'attaquant puis se convertit au fil du temps en défenseur central, où il va se démarquer davantage. Il passe par toutes les catégories d'âge et atteint l'équipe sénior en 2014, qui évoluait alors en Amateurs 2, soit le 4e échelon du football marocain.
Au terme de la saison 2014-2015, l'Étoile Sportive d'Oujda termine le Groupe nord-est du championnat en 10e position. La saison suivante, l'équipe finit 7e.

#### Confirmation au MC Oujda (2016-2021)
En 2016, il est remarqué par les responsables du Mouloudia club d'Oujda et le président Khalid Bensaria lui propose de rallier le club. Il réussit le test et commence sa carrière professionnelle sous la houlette de l'entraîneur algérien Azzedine Aït Djoudi en Botola 2.
Au terme de la saison 2017-2018, il est promu en Botola Pro. Il s'impose et devient le second capitaine après Abdellah Khafifi. 
La saison 2020-2021 est particulièrement aboutie pour Harkass puisqu'il délivre d'excellentes performances et permet à son équipe de terminer le championnat en cinquième place. 

#### Raja Club Athletic (2021-2023)
Le 31 août 2021, Jamal Harkass rejoint le Raja Club Athletic en paraphant un contrat de quatre saisons. Le 10 septembre, il dispute son premier match avec son club au titre de la première journée du championnat face au CAY Berrechid. Malheureusement, il se blesse et laisse sa place à Iliass Haddad à la mi-temps (victoire 0-1). 
Il revient le 20 octobre contre son ancien club, le Mouloudia d'Oujda. En cumulant deux avertissements, il est expulsé à la 90e minute (victoire 1-3). Après ce début houleux, il prend le rythme et enchaîne les bonnes performances. Le 22 décembre au Stade Ahmed-ben-Ali, les Verts perdent la Supercoupe de la CAF 2021 aux tirs au but face à Al Ahly SC après un score nul de 1-1. 
Le 18 mars 2022, il délivre sa première passe décisive avec le Raja CA face au Amazulu FC à Durban au titre de la 5e journée de la Ligue des champions 2021-2022 et permet à Iliass Haddad de crever le score (victoire 0-2). 
Le 10 avril, alors que le Raja est mené au score 3-2 à la 90e minute en Coupe du trône, il égalise et permet au Raja de disputer les tirs au but et se qualifier aux quarts de finale. C'est son premier but avec le club. Le 25 avril, il assiste Soufiane Benjdida qui ouvre le score face au Mouloudia club d'Oujda (victoire 2-0).  
Le 5 mai, il reçoit le prix Aigle du mois qui récompense le meilleur joueur du club pour le mois d'avril 2022. En juillet, les supporters du club élisent Jamal Harkass pour le trophée Aigle de la saison qui sacre le meilleur joueur de la saison. 
Le 4 septembre, il inscrit le but d'égalisation face à l'Olympique de Safi lors du match d'ouverture de la saison sous la direction de Faouzi Benzarti (2-2).

#### Wydad Athletic Club (depuis 2023)
Le 1er septembre 2023, il s'engage pour deux saisons au Wydad Athletic Club. Le 24 septembre, il reçoit sa première titularisation contre la RS Berkane  sous la direction de l'entraîneur Adil Ramzi. Un mois plus tard, il inscrit son premier but contre l'Enyimba FC en Ligue africaine de football (victoire, 3-0).

### En sélection
En octobre 2020, il reçoit sa première sélection avec l'équipe du équipe du Maroc A' face à l'équipe du Mali A' en match amical (victoire, 2-0). Lors de cette trêve internationale, il dispute également un match amical contre le Niger.
Le 3 octobre 2024, il reçoit sa première convocation de Walid Regragui, qui le considère comme l'un des meilleurs défenseurs du championnat marocain. Il figure sur la liste des joueurs marocains sélectionnés pour une double confrontation face à la République centrafricaine, comptant pour les qualifications de la CAN 2025,. Titularisé durant les deux matchs, qui se jouent au Stade municipal d'Oujda (victoire, 5-0 et victoire, 0-4), il est victime de sifflets de la part du public oujdis, pour des raisons internes en club,. Cependant, le sélectionneur Walid Regragui condamne cet incident lors de la conférence de presse d'après-match,.
Le 15 novembre 2024, face au Gabon dans le cadre des qualifications à la CAN 2025, il inscrit son premier but international de la tête, grâce à une passe décisive sur un coup franc tiré par Achraf Hakimi. Il dispute 90 minutes et le match se termine sur une victoire de 5-1 en faveur des Marocains.

## Statistiques

### En sélection
Le tableau suivant liste les rencontres de l'équipe du Maroc dans lesquelles Jamal Harkass a été sélectionné depuis le 12 octobre 2024 jusqu'à présent :

### Buts internationaux
| Buts internationaux de Jamal Harkass | Buts internationaux de Jamal Harkass | Buts internationaux de Jamal Harkass | Buts internationaux de Jamal Harkass | Buts internationaux de Jamal Harkass | Buts internationaux de Jamal Harkass | Buts internationaux de Jamal Harkass | Buts internationaux de Jamal Harkass | Buts internationaux de Jamal Harkass | Buts internationaux de Jamal Harkass |
| 0                                    | Date                                 | Lieu                                 | Compétition                          | Résultat                             | Adversaire                           | Détail                               | Détail                               | Détail                               | Sél.                                 |
| ------------------------------------ | ------------------------------------ | ------------------------------------ | ------------------------------------ | ------------------------------------ | ------------------------------------ | ------------------------------------ | ------------------------------------ | ------------------------------------ | ------------------------------------ |
| 1re                                  | 15 novembre 2024                     | Stade d'Angondjé, Libreville, Gabon  | Éliminatoires de la CAN 2025         | V 1-5                                | Gabon                                | 17e                                  | de la tête                           | 1-1                                  | 3e                                   |

## Palmarès
Mouloudia d'Oujda
- Championnat du Maroc D2 (1) :
  - Champion : 2017-18.

 Raja Club Athletic
- Championnat du Maroc
  - Vice-champion: 2021-22.
- Coupe du trône
  - Finaliste en 2022.
- Supercoupe d'Afrique
  - Finaliste en 2021

 Wydad Athletic Club
- Ligue africaine de football :
  - Finaliste en 2023.

### Distinctions personnelles
- Prix 'Aigle du mois' pour le meilleur joueur du Raja CA pour le mois d'avril 2022[réf. nécessaire].
- Prix 'Aigle de la Saison' pour le meilleur joueur du Raja CA pour la saison 2021-22[réf. nécessaire].
- Membre de l'équipe-type du Championnat du Maroc 2021-2022[réf. nécessaire].